# 鸡个铁路
鸡个铁路支线位于云南省红河哈尼族彝族自治州，自蒙宝铁路的鸡街站，经泗水庄、乍甸、石窝铺、火谷都、鄢棚，至个旧站，正线全长33.9公里，其前身是个碧石铁路鸡街至个旧段，是中国国铁经营最后的寸轨铁路，轨距600毫米。

## 概况
自鸡街站西南行，沿乍甸河溯流而上，在6千米内爬高了152米。紧接着是3.4千米的大下坡，下降了40米抵达乍甸。然后是17千米的长大上坡，在K23处翻越海拔1716米的分水岭。之后下坡至个旧市。隧道8座总长1648米；20米以上桥4座总长115.3米。涵洞与小桥339座。
鸡个铁路的7号隧道长620米，下坡运行4分钟，上坡时需要停车烧气准备“闯坡”因而需运行20多分钟。列车上坡进入隧道后，机车排放的烟气对后面车厢中的旅客非常呛人。由于隧道是曲线展线，乘客可以在上坡的进洞口跳下列车，从洞外的小路绕过去，20多分钟后全力爬坡吐着浓烟的机车牵引着列车驶出隧道，这时乘客可以从容上车。这是“云南十八怪”之“火车没有汽车快”的一个来源。 
寸轨铁路货车长8米，宽1.6米，载重10吨；客车长11.3米，宽1.65米，定额42人，为两边通长座位。车门为中开门，两端接头处安置过渡板和防护栏杆。车钩也是比较原始的链子钩。 
由于寸轨铁路车辆没有空气制动机，所以设正、副车长。当列车下坡时，副车长到中间两节车辆上去控制手制动机，防止机车在连续长时间制动时因为压力不足导致制动无效。

## 历史
碧色寨站至个旧段筑路工程于1915年5月5日开工，1918年11月通车至鸡街站，1921年11月9日通车至个旧站，即原个碧石铁路。
1977年，昆明铁路局勘测设计所完成鸡个线改建米轨的设计。1978年，铁道部下达了投资计划，但未能实施。
1985年10月，寸轨铁路机车仅剩下2台，鸡个铁路停办客运业务。1991年5月28日，停止货运。
2008年全线拆除。